# 櫻井心那
櫻井 心那（さくらい ここな、2004年2月13日 ‐ ）は、日本の女子プロゴルファー。ダイヤモンド世代と呼ばれる学年に属する。ニトリ所属。長崎県長崎市出身。
ルーキーイヤーの2022年にステップアップツアーで賞金ランキング1位。史上初の年間5勝。2500万円を突破。
2023年はJLPGAツアーで年間4勝。10代でのレギュラーツアー4勝は、宮里藍（8勝）、畑岡奈紗（4勝）に次ぐ史上3人目の快挙で、10代での年間4勝は、宮里藍（2004年5勝）に次ぐ史上2人目の快挙であった。また、4勝は、年間女王に輝いた山下美夢有の5勝に次ぐ惜しくも単独2位の数であり、最終戦を制した山下が一つ抜け出した。下部ツアー出身であることから、史上最強のステッパーと言われている。

## 来歴

### アマチュア時代
6歳の時、一つ上の兄と一緒にゴルフを始める。長崎日本大学高等学校に進学し、ゴルフ部に入部。
アマチュア時代の主な成績として、2015年（小学校6年）「第9回九州小学生大会」優勝、2020年（高校2年）「第1回OBS九州女子ジュニアゴルフ大会」、2021年（高校3年）「第2回OBS九州女子ジュニアゴルフ大会」「第51回九州女子選手権競技」「第40回九州ジュニアゴルフ選手権競技」「全国高等学校ゴルフ選手権大会」優勝がある。同年秋のプロテストに12位タイで一発合格を果たした。
2018年（中学3年）に初めてのプロツアーとして、ステップアップツアーの「九州みらい建設グループレディース」に出場し、惜しくも2打足りず予選落ちした。「OBS九州女子ジュニアゴルフ大会」優勝者として、ステップアップツアーの「フンドーキンレディース」に出場、2020年は、43位タイ、2021年は、27位タイを記録した。2021年に連続2週目で出場した「九州みらい建設グループレディース窓乃梅カップ」では、41位タイを記録した。初めて出場を果たしたJLPGAの試合は、「2021 ほけんの窓口レディース」であったが、予選落ちした。

### プロ時代

#### 2022年
QTランキング117位の資格でステップアップツアーを主戦場とした。
3月の初戦の「ラシンクニンジニアRKB」では3位タイで1年をスタートした。同年6月、「ECCレディスゴルフトーナメント」において、同期の川﨑春花を振り切り、通算13アンダーでプロ初優勝を果たした。8月の「北海道meijiカップ」ではJLPGAツアー初優勝を目指し、最終日にイミニョンを猛追したが2位タイに終わった。
初めて挑んだ海外ツアーは、招待された8月のシモーネ・アジアパシフィックカップで、マネージャーもキャディーも同行しない単独での参戦だったが、個人戦では、-3の4位タイ（70-75-68=213）、一緒に組んだ+1の13位タイ（71-72-74=217）の篠原まりあとのチームスコアでも単独5位と好成績を残した。この試合は、ゴルフへの取り組み方についての大きな転機となった。
9月には、「山陽新聞レディースカップ」、次週の「2022中国新聞ちゅーピーレディースカップ」と２週連続で優勝し、さらに、１週間を挟んで、「かねひで美やらびオープン」、次週の「日台交流うどん県レディースゴルフトーナメント」と、また2週連続で優勝を果たした。実に5週で4勝の快挙である。このステップアップツアー史上最多の5勝を、出場わずか16試合（勝率31%）という驚異的なペースでマークし、史上最年少の賞金女王に輝いた。ステップアップツアーでは、優勝以外にも5度のトップ10をとり、一度も予選落ちしなかった。賞金女王となったことで、翌年の1stリランキングまでのレギュラーツアーの出場権を得た。尚、「日台交流うどん県レディースゴルフトーナメント」最終日の後半ハーフでは、イーグル2つを含む28打というステップアップツアーのハーフ最少スコア新記録で上がり、トータル63を記録した。
レギュラーツアーでは、5試合に出場し、トップ10フィニッシュが1回、年間獲得賞金が92位、メルセデス・ランキングが94位であった。

#### 2023年
1月、台湾女子ツアーの開幕戦である「日立慈善盃（日立レディスクラシック）」に出場し、ウー・チャイェンを振り切り、海外ツアー2戦目で優勝を飾った。
2月21日、ニトリと所属プロ契約を締結したことが発表された。
3月1日、CROSS-BEEとマネジメント契約を締結したことが発表された。同日、ゴルフウェアブランドアンパスィを展開するブラックアンドホワイトスポーツウェアとウェア着用契約を締結したことが発表された。
前年度ステップアップツアー賞金ランキング1位資格でレギュラーツアー前半戦の出場資格を得て本格参戦し、最初の2戦は予選落ちしたが、4月の「KKT杯バンテリンレディスオープン」で初めてのトップ10フィニッシュとして5位タイを記録した。
7月の「資生堂 レディスオープン」において、最終日最終組の１つ前の組で桑木志帆と共にスタートし、17番と18番で連続バーディーを決めて10アンダーで首位の桑木に追いつき、プレーオフを制してJLPGAツアー初優勝を果たした。
更に4週間後の「楽天スーパーレディース」では、初めての最終日最終組で、2打差の2位から66を記録し逆転優勝。ツアー2勝目を挙げた。なお、19歳167日でのツアー2勝は、畑岡奈紗、宮里藍、笹生優花に続く史上4番目の年少記録である。また、大東建託・いい部屋ネットレディスの第2日、最終日、楽天スーパーレディースの４日間、北海道meijiカップの３日間、CAT Ladiesの第１、第２日と、11ラウンド連続の60台をマークしたが、これは、河本結が2019にマークした記録と並んで歴代１位の記録である。
9月には、ゴルフ5レディスで、最終日1打差での状況から最終組でプレーをスタートし、山下美夢有、小祝さくらと9アンダーで並んだ18番でバーディーを決めて首位に抜け出して逆転で3勝目を挙げた。これで櫻井は10代でのレギュラーツアー3勝目となり、これは宮里藍、畑岡奈紗に続く史上3人目、3番目の若さ（19歳202日）での達成である。またアマチュアでのツアー優勝を経験せずにプロテストを経た選手としては初の達成者となった。
更に10月の「富士通レディース」では、最終日の3日目大雨の予報の状況で、首位と3打差でスタートし、2日目の肝心な最終ホールでのバーディーを含め、9バーディー・ノーボギーの自己ベストタイ「63」（ステップアップツアーでも1度記録）を記録して初日15位タイからの大逆転で単独首位に立つと、最終日は、スタート直後に中断となり、その後雨天中止となったため2日目の成績で順位が確定し、宮里、畑岡に次ぐ3人目の10代でのレギュラーツアー4勝目をまたもや逆転で挙げた。
37試合に出場し、トップ10フィニッシュが12回、年間獲得賞金が6位の1億1230万7733円、メルセデス・ランキングが5位で初シードを獲得した。
年末には、GTPAルーキー・オブ・ザ・イヤーを受賞し、さらに、JLPGA AWARDSの敢闘賞およびJLPGAチームの一員として特別賞を受賞した。

#### 2024年
1月23日、史上3人目の快挙となる10代での4勝などの成績により、顕著な活躍をした九州・沖縄のゴルファーに贈られる第50回2023年度のグリーンハット賞で初選出された。
2月7日、2024年度のJOC 認定ゴルフ競技オリンピック強化指定選手に選定されたことが発表された。
3月23日、アクサレディス2日目、2番ホールパー3（インスタートの11番目）にて、プロ転向後初のホールインワンを達成。今季のプロによる初ホールインワンでもあった。
今期前半戦は、不本意の内に終わってしまったが、七夕に最終日を迎えたミネベアミツミレディス北海道新聞カップで、-14（65-71-69-69）のスコアで、優勝した同級生でダイヤモンド世代の川﨑春花につづく単独2位に入った。レギュラーツアーで２位に入ったのは、ルーキーイヤーの2022年以来2度目であった。初日の大会タイ記録の65で、自身初めての初日首位発進となった。また、川﨑春花、尾関彩美悠、櫻井心那の組は、JLPGA史上初めて、同期入会、同学年による最終日最終組となった。
10月にディフェンディングチャンピオンとして迎えた富士通レディースでは、2日目までのスコア-10で、レギュラーツアーで初めて首位（タイ）で最終日のプレイに臨むことができ、伸ばし合いで遅れをとる中、後半の追い上げで一時は、最後にプレイオフを制して優勝した山下美夢有と2位に入った古江彩佳に追いついて-13の首位タイまで浮上したが、その後、スコアを伸ばすことができず３位タイに終わった。
34試合に出場し、トップ10フィニッシュが5回、年間獲得賞金が27位、メルセデス・ランキングが28位でシード権を堅守した。また、年間メルセデス・ランキングが30位以内ということで、2025年度日本女子オープンゴルフ選手権の出場権を獲得した。

#### 2025年
1月15日、2025年度のJOC 認定オリンピックネクスト強化指定選手に選定されたことが発表された。
「アース・モンダミンカップ」（6月26日-29日）の最終日、-6の6位タイでスタートし、前半は、5バーディーで-11まで伸ばし、11番および12番プレイ中に1位タイに並ぶもいずれでもボギーを叩いてホール終了後は、2位または3位タイに後退し、その後も伸ばせないながらも、-8（70, 73, 67, 70）で本年度最高の5位タイで終了した。

## 人物
- 愛称は、ココナッツ（Coconut）、ナッツ、ここちゃん。父、母、兄2人からなる5人家族。血液型O型。座右の銘は、「有言実行」[63][64]。試合中に心掛けているのが、「平常心」[65]。
- 家族で観戦したツアーで石川遼を見て憧れ、1つ上の兄と一緒にゴルフを始める。まもなく、イ・ボミに憧れて、プロを目指すようになった[66]。現在は、小祝さくら[67]、キム・ヒョージュ（韓国）のファンである。当初は、日本を主戦場と考えていたが、2022年8月に単身臨んだシモーネ アジアパシフィックカップ（インドネシア）で、世界的に活躍されているリディア・コー（ニュージーランド）やキム・ヒョージュ（韓国）などが、なじみの薄い異国の地でも熱狂的に受け入れられている姿を目の当たりにして、海外への憧れが芽生えた[20]。
- パワースポットは、滝で、陣馬の滝が一番のお気に入り[68]。まったりできる実家もパワースポットになっている[66]。好きな食べ物は、うなぎ[69]。嫌いな食べ物は、ピータン[69]。好きな飲み物は、コーヒー（ブラックもカフェラテも好き）、ジャスミンティー、ほうじ茶[69]。好きなスイーツは、こしあん[69]、チョコレート。好きなアーティストは、坂道グループで、中でも欅坂46・櫻坂46が一番好き[69]。また、西島隆弘のファンである[70]。シュールなお笑いも好き。好きなアニメは、ポケモン[69]。好きな色は、ピンクと淡い色で、グリップ[71]は、ピンク色。
- 竹田麗央、神谷そら、川崎春花、尾関彩美悠、佐藤心結、小林夢果らと同じ2003年度生まれで「ダイヤモンド世代」と呼ばれる。
- 2024年秋口から松山英樹をコーチした経験を持つ目澤秀憲に師事する[72]。

## テレビ出演
- マルっと！（テレビ長崎、2021年10月1日）[73]
- 葭葉ルミと森末慎二の らく・ごる #46、#47、#48（テレビ長崎、2022年1月22日、2月26日、3月26日）[74][75][76]
- ゴルフサバイバル 2022年6月の陣（BS日テレ、2022年6月3日、10日、17日）[77]
- 女子ゴルフペアマッチ選手権シーズン9、1回戦マッチ8（BS朝日、2022年9月12日）[78]
- 葭葉ルミと森末慎二の らく・ごる #59、#60（テレビ長崎、2023年2月25日、3月25日）[79][80]
- ジャンクSPORTS 2023総決算！A.R.E.の裏側2時間スペシャル（フジテレビ、2023年12月18日）[81][82]
- お宝争奪!頂きゴルフ!最強女子プロ軍団&阪神「アレのアレ」OB軍団SP（BSテレ東、2023年12月28日）[83]
- ゴルフの祭典!!おぎやはぎの「ナイスショットです。」（日本テレビ、2024年2月3日）[84]
- ジャンクSPORTS（フジテレビ、2024年4月13日、20日）[85]
- 大和地所presents「年忘れGOLFPARTY」（テレビ東京、2024年12月29日）[86]
- 女子ゴルフペアマッチ選手権トッププロ対決SP（BS朝日、2025年4月7日）[87]
- 有村の知恵 #97-#103（BS10、2025年5月13日、20日、27日、6月3日、10日、17日、24日）[88]

## ラジオ出演
- Dream Shot（Tokyo FM、2023年2月4日、2023年12月16日）[89][90]

## 受賞歴
- 2021年 令和3年度KTNスポーツ・文化振興財団賞 優秀選手賞[91]
- 2022年 JLPGA AWARDS ステップ・アップ・ツアー賞金ランキング第1位[92]
- 2023年 GTPAルーキー・オブ・ザ・イヤー[49]
- 2023年 JLPGA AWARDS 敢闘賞[50][51]
- 2023年 JLPGA AWARDS 特別賞（Hitachi 3Tours Championship JLPGAチーム）[52]
- 2024年 第50回2023年度グリーンハット賞[93]

## 成績

### アマチュア時代
- 2015年「第9回九州小学生大会」優勝
- 2020年「第1回OBS九州女子ジュニアゴルフ大会」優勝
- 2021年「第2回OBS九州女子ジュニアゴルフ大会」「第51回九州女子選手権競技」「第40回九州ジュニアゴルフ選手権競技」「全国高等学校ゴルフ選手権」優勝

## LPGA米メジャー出場

### 2023年
8月10日 - 13日（全英女子オープン、ウォルトン・ヒース オールドコース）
　ロレックス女子ゴルフ世界ランキング上位50人のカテゴリで、上位選手が別資格で出場権を得たことで、8月3日に出場資格を得て、急遽出場が決定した。初日、早いスタート組だったために、8Hまでリーダーズボードでは、1位と表示され、初日70ストロークで7位タイでいいスタートを切ったが、その後は、オーバーパーが続き、70-73-75-75のトータル5オーバーで最初のメジャーを終えた。

### 2024年
5月30日 - 6月2日（全米女子オープン、ランカスターCC、パー70）ロレックスランキング75以内の資格で出場権を得た。75-74のトータル9オーバーでカットラインに惜しくも1打足りず涙を飲んだ。
8月22日 - 25日（全英女子オープン、セント・アンドリュース オールドコース、パー72）
　ロレックス女子ゴルフ世界ランキング上位50人のカテゴリで、上位選手が別資格で出場権を得たことで、前年と同様に開催約一週間前の8月14日に出場資格を得て、急遽出場が決定した。初日は、強風にうまく対応できず自己ワーストの+10（1バーディ、9ボギー、1ダブルボギー）の82を記録し、2日目も順応できないまま+6（1バーディ、5ボギー、1ダブルボギー）の78でプレイを終了できた選手で最下位の143位に終わった。
| 年度 | シェブロン選手権 | 全米女子オープン | 全米女子プロ選手権 | エビアン選手権 | 全英女子オープン |
| ---- | ---------------- | ---------------- | ------------------ | -------------- | ---------------- |
| 2023 | ー               | ー               | ー                 | ー             | 50位タイ         |
| 2024 | ー               | 予選落ち         | ー                 | ー             | 予選落ち         |

## トーナメント優勝

### ツアー優勝
ステップアップツアー（5）
| No. | Date           | Tournament                                   | スコア              | 2位との差 | 2位（タイ）                   |
| --- | -------------- | -------------------------------------------- | ------------------- | --------- | ----------------------------- |
| 1   | 2022年6月3日   | ECCレディスゴルフトーナメント                | −13（68-67-68=203） | 2打差     | 川﨑春花 仁井優花             |
| 2   | 2022年9月18日  | 山陽新聞レディースカップ                     | −15（68-65-68=201） | 5打差     | 篠原まりあ 宮田成華 小林夢果  |
| 3   | 2022年9月24日  | 2022 中国新聞ちゅーピーレディースカップ      | −11（70-65-70=205） | 1打差     | 常文恵                        |
| 4   | 2022年10月8日  | かねひで美やらびオープン                     | −10（66-68-72=206） | 3打差     | 西山ゆかり                    |
| 5   | 2022年10月16日 | 日台交流うどん県レディースゴルフトーナメント | −17（67-69-63=199） | 7打差     | スタイヤーノ梨々菜 西山ゆかり |

#### JLPGAツアー（4）
| No. | Date           | Tournament                            | スコア                 | 2位との差  | 2位（タイ）           |
| --- | -------------- | ------------------------------------- | ---------------------- | ---------- | --------------------- |
| 1   | 2023年7月2日   | 資生堂 レディスオープン               | −10（71-71-68-68=278） | プレーオフ | 桑木志帆              |
| 2   | 2023年7月30日  | 楽天スーパーレディース                | −21（67-69-65-66=267） | 1打差      | イ・ミニョン          |
| 3   | 2023年9月3日   | ゴルフ5レディスプロゴルフトーナメント | −10（69-68-69=206）    | 1打差      | 山下美夢有 小祝さくら |
| 4   | 2023年10月15日 | 富士通レディース                      | −12（69-63=132）       | 1打差      | 阿部未悠 岩井千怜     |

#### TLPGAツアー（1）
| No. | Date         | Tournament                           | スコア             | 2位との差 | 2位（タイ） |
| --- | ------------ | ------------------------------------ | ------------------ | --------- | ----------- |
| 1   | 2023年1月8日 | 日立慈善盃（日立レディスクラシック） | −8（70-71-67=208） | 2打差     | 呉佳晏      |